# Georges Beuchat
Georges Beuchat, francoski izumitelj, potapljač in poslovnež, * 1910, Švica, † 1992, Marseille, Francija.
Znan je kot pionir potapljaštva in ustanovitelj podjetja Beuchat International. Vse življenje je posvetil razvoju opreme in zelo pripomogel pri popularizaciji vseh podvodnih aktivnosti, kot jih poznamo danes. Veliko njegovih izumov in inovacij ima posebno mesto v zgodovini, izpostaviti pa je treba površinsko bojo l.1948, prvo podvodno ohišje za kamero l.1950, prvo izotermično mokro obleko l.1953 in prve plavuti z režo Jetfins l.1964.   

## Pomembnejši izumi
- 1947: podvodna puška Tarzan
- 1948: Površinska boja
- 1950: ohišje za kamero Tarzan
- 1950: mečni nož Tarzan
- 1953: Izotermična mokra obleka
- 1958: Compensator (maska z enojnim steklom)
- 1960: plavuti Espadon nervure
- 1963: mokra obleka Tarzan
- 1964: Jetfins (prve plavuti z režo)
- 1975: podvodna puška Marlin
- 1978: regulator Atmos

1. 1 2 3 4 5  Fichier des personnes décédées mirror